# 里亞布希
50°55′21″N 33°0′14″E / 50.92250°N 33.00389°E
里亞布希（烏克蘭語：Рябухи），是烏克蘭北部的村莊，隸屬切爾尼希夫州的普里盧基區。該村始建於1629年，面積1.46平方公里，海拔高度131米，2001年人口377，人口密度每平方公里258.6人。